# Río de la Hoz (afluente del Genil)
El río de la Hoz es un río del sur de España perteneciente a la cuenca hidrográfica del Guadalquivir, que discurre en su totalidad por el territorio del sur de la provincia de Córdoba. 

## Curso
El río de la Hoz nace en la sierra de Rute, en el término municipal homónimo, dentro del parque natural de las Sierras Subbéticas. Realiza un recorrido en dirección nordeste-suroeste a lo largo de unos 8 km hasta su desembocadura en el embalse de Iznájar, en el curso medio del río Genil. 
Toma su nombre de la garganta que forma su cauce.  